# Siso Cunill
Josep Lluis "Siso" Cunill Gomez (Mountain View, Californië, Verenigde Staten, 20 oktober 1990) is een Spaans-Brits autocoureur.

## Carrière
Cunill begon zijn autosportcarrière in 2006, waarbij hij in de Copa de España-klasse van het Spaanse Formule 3-kampioenschap uitkwam. In de zes races die hij reed eindigde hij drie keer op het podium en eindigde als negende in het kampioenschap. Ook nam hij deel aan de Belgische Formule Renault 1.6, waarin hij met één punt als 21e in het kampioenschap eindigde.
In 2007 nam Cunill deel aan het volledige Spaanse Formule 3-seizoen, waarbij hij voor GTA Motor Competicion uitkwam. Hij behaalde één podiumplaats in het laatste raceweekend op het Circuit de Catalunya en eindigde met 19 punten als veertiende in het kampioenschap.
In 2008 stapte Cunill over naar de Eurocup Formule Renault 2.0 en de Italiaanse Formule Renault 2.0 voor het team Jenzer Motorsport. In zijn zes Eurocup-races was zijn beste resultaat een zesde plaats op Spa-Francorchamps, waardoor hij als 22e in het kampioenschap eindigde met 5 punten. In het Italiaanse kampioenschap waren twee zesde plaats op Spa-Francorchamps en het Misano World Circuit zijn beste resultaat en eindigde als dertiende in het kampioenschap met 96 punten. Tevens nam hij dat jaar deel aan de laatste vier raceweekenden van de Formule Renault 3.5 Series voor het team KTR, nadat de beide coureurs van het team, Guillaume Moreau and Daniil Move, het team verlieten. In zijn debuutrace op de Nürburgring behaalde hij met een tiende plaats zijn enige punt van het seizoen, waardoor hij als 30e in het kampioenschap eindigde.
In 2009 maakte Cunill de overstap naar de Porsche Supercup, waar hij voor het team Konrad Motorsport uitkwam. Met een zesde plaats op de Hungaroring als beste resultaat eindigde hij als elfde in het kampioenschap met 73 punten. In 2010 bleef hij voor Konrad rijden, maar stapte na twee raceweekenden uit het kampioenschap, om enkel op het Circuit de Catalunya terug te keren. Met een veertiende plaats op het Bahrain International Circuit behaalde hij drie punten, waardoor hij als 22e in het kampioenschap eindigde.